# Gran Premio d'Argentina 1960
Il Gran Premio d'Argentina 1960 si è svolto domenica 7 febbraio 1960 sul circuito di Buenos Aires. La gara è stata vinta da Bruce McLaren su Cooper, seguito da Cliff Allison su Ferrari e da Maurice Trintignant su Cooper.

## Qualifiche
| Pos | N° | Pilota                    | Auto            | Squadra                  | Tempo  | Distacco |
| --- | -- | ------------------------- | --------------- | ------------------------ | ------ | -------- |
| 1   | 36 | Stirling Moss             | Cooper-Climax   | RRC Walker Racing Team   | 1:36.9 | -        |
| 2   | 20 | Innes Ireland             | Lotus-Climax    | Team Lotus               | 1:38.5 | +1.6     |
| 3   | 42 | Graham Hill               | BRM             | Owen Racing Organisation | 1:38.9 | +2.0     |
| 4   | 40 | Jo Bonnier                | BRM             | Owen Racing Organisation | 1:38.9 | +2.0     |
| 5   | 30 | Wolfgang von Trips        | Ferrari         | Scuderia Ferrari         | 1:39.3 | +2.4     |
| 6   | 26 | Phil Hill                 | Ferrari         | Scuderia Ferrari         | 1:39.5 | +2.6     |
| 7   | 24 | Cliff Allison             | Ferrari         | Scuderia Ferrari         | 1:39.7 | +2.8     |
| 8   | 38 | Maurice Trintignant       | Cooper-Climax   | RRC Walker Racing Team   | 1:39.9 | +3.0     |
| 9   | 34 | Harry Schell              | Cooper-Climax   | Ecurie Bleue             | 1:40.3 | +3.4     |
| 10  | 18 | Jack Brabham              | Cooper-Climax   | Cooper Car Company       | 1:40.6 | +3.7     |
| 11  | 32 | José Froilán González     | Ferrari         | Scuderia Ferrari         | 1:41.0 | +4.1     |
| 12  | 6  | Carlos Menditeguy         | Cooper-Maserati | Scuderia Centro Sud      | 1:41.8 | +4.9     |
| 13  | 16 | Bruce McLaren             | Cooper-Climax   | Cooper Car Company       | 1:41.8 | +4.9     |
| 14  | 22 | Alan Stacey               | Lotus-Climax    | Team Lotus               | 1:43.6 | +6.7     |
| 15  | 46 | Alberto Rodríguez Larreta | Lotus-Climax    | Team Lotus               | 1:45.0 | +8.1     |
| 16  | 2  | Masten Gregory            | Porsche         | Camoradi International   | 1:45.5 | +8.6     |
| 17  | 4  | Roberto Bonomi            | Cooper-Maserati | Scuderia Centro Sud      | 1:46.1 | +9.2     |
| 18  | 8  | Giorgio Scarlatti         | Maserati        | Privato                  | 1:46.1 | +9.2     |
| 19  | 14 | Gino Munaron              | Maserati        | Privato                  | 1:49.0 | +12.1    |
| 20  | 10 | Nasif Estéfano            | Maserati        | Privato                  | 1:50.1 | +13.2    |
| 21  | 44 | Ettore Chimeri            | Maserati        | Privato                  | 1:50.5 | +13.6    |
| 22  | 12 | Antonio Creus             | Maserati        | Privato                  | 1:52.8 | +15.9    |

## Gara
I risultati del GP sono stati i seguenti:
| Pos | N° | Pilota                            | Costruttore/Motore | Giri | Tempo/Ritiro        | Griglia | Punti |
| --- | -- | --------------------------------- | ------------------ | ---- | ------------------- | ------- | ----- |
| 1   | 16 | Bruce McLaren                     | Cooper-Climax      | 80   | 2:17:49.5           | 13      | 8     |
| 2   | 24 | Cliff Allison                     | Ferrari            | 80   | +26.3               | 7       | 6     |
| 3   | 38 | Maurice Trintignant Stirling Moss | Cooper-Climax      | 80   | + 36.9              | 8       | 0     |
| 4   | 6  | Carlos Menditeguy                 | Cooper-Maserati    | 80   | +53.3               | 12      | 3     |
| 5   | 30 | Wolfgang von Trips                | Ferrari            | 79   | +1 giro             | 5       | 2     |
| 6   | 20 | Innes Ireland                     | Lotus-Climax       | 79   | +1 giro             | 2       | 1     |
| 7   | 40 | Jo Bonnier                        | BRM                | 79   | +1 giro             | 4       |       |
| 8   | 26 | Phil Hill                         | Ferrari            | 77   | +3 giri             | 6       |       |
| 9   | 46 | Alberto Rodríguez Larreta         | Lotus-Climax       | 77   | +3 giri             | 15      |       |
| 10  | 32 | José Froilán González             | Ferrari            | 77   | +3 giri             | 11      |       |
| 11  | 4  | Roberto Bonomi                    | Cooper-Maserati    | 76   | +4 giri             | 17      |       |
| 12  | 2  | Masten Gregory                    | Porsche            | 76   | +4 giri             | 16      |       |
| 13  | 14 | Gino Munaron                      | Maserati           | 72   | +8 giri             | 19      |       |
| 14  | 10 | Nasif Estéfano                    | Maserati           | 70   | +10 giri            | 20      |       |
| Rit | 34 | Harry Schell                      | Cooper-Climax      | 63   | Pompa della benzina | 9       |       |
| Rit | 18 | Jack Brabham                      | Cooper-Climax      | 42   | Cambio              | 10      |       |
| Rit | 36 | Stirling Moss                     | Cooper-Climax      | 40   | Sospensione         | 1       |       |
| Rit | 42 | Graham Hill                       | BRM                | 37   | Surriscaldamento    | 3       |       |
| Rit | 22 | Alan Stacey                       | Lotus-Climax       | 24   | Fisico              | 14      |       |
| Rit | 44 | Ettore Chimeri                    | Maserati           | 23   | Fisico              | 21      |       |
| Rit | 12 | Antonio Creus                     | Maserati           | 16   | Fisico              | 22      |       |
| Rit | 8  | Giorgio Scarlatti                 | Maserati           | 11   | Surriscaldamento    | 18      |       |

## Statistiche

### Piloti
- 2ª vittoria per Bruce McLaren
- 1° e unico podio per Cliff Allison
- 10º e ultimo podio per Maurice Trintignant
- 20° podio per Stirling Moss
- 1º Gran Premio per Nasif Estéfano e Gino Munaron
- 1° e unico Gran Premio per Roberto Bonomi, Ettore Chimeri, Antonio Creus e Alberto Rodríguez Larreta
- Ultimo Gran Premio per José Froilán González, Harry Schell e Carlos Menditeguy

### Costruttori
- 8° vittoria per la Cooper

### Motori
- 8ª vittoria per il motore Climax
- 20° podio per il motore Climax

### Giri al comando
- Innes Ireland (1)
- Jo Bonnier (2-15, 21-36, 41-67)
- Stirling Moss (16-20, 37-40)
- Bruce McLaren (68-80)

## Classifiche Mondiali

### Piloti
| Pos | Pilota             | Punti |
| --- | ------------------ | ----- |
| 1   | Bruce McLaren      | 8     |
| 2   | Cliff Allison      | 6     |
| 3   | Carlos Menditeguy  | 3     |
| 4   | Wolfgang von Trips | 2     |
| 5   | Innes Ireland      | 1     |

### Costruttori
| Pos | Team            | Punti |
| --- | --------------- | ----- |
| 1   | Cooper-Climax   | 8     |
| 2   | Ferrari         | 6     |
| 3   | Cooper-Maserati | 3     |
| 4   | Lotus-Climax    | 1     |